# Servando Pérez
Servando Pérez (fl. XX secolo) è stato un arbitro di calcio argentino, internazionale negli anni 1920.

## Carriera
Servando Pérez iniziò la sua carriera in Copa Campeonato, la massima serie argentina. Nel 1922 partecipò a Brasile 1922, ove diresse 3 incontri: tra di essi, vi fu la finale tra Brasile e Paraguay, vinta dalla seleção per 3-0. L'anno seguente fu chiamato per la nuova edizione del torneo. Nel Sudamericano del 1923 registrò nuovamente 3 presenze. Nella manifestazione del 1924 arbitrò una sola gara, Paraguay-Cile 3-1, a Montevideo. In àmbito nazionale fu l'arbitro della finale della Copa Campeonato 1923 tra Huracán e Boca Juniors, e fu tra i direttori di gara della Primera División 1931, la prima edizione professionistica del campionato argentino.